# Victoria Garrón
Victoria Garron ou Victoria Garrón de Doryan, née le 8 octobre 1920 à San José, Costa Rica, et morte dans la même ville le 30 juillet 2005, est une personnalité politique costaricienne, ainsi qu'écrivaine, intellectuelle, académicienne universitaire et fonctionnaire publique.   
Elle occupe la charge de vice-présidente de la République du Costa Rica lors du premier gouvernement d'Oscar Arias Sanchez (1986-1990), première femme dans l'histoire du Centre et Nord du continent à occuper formellement ladite fonction.

## Biographie
Victoria Garron grandit dans le quartier du Barrio Amón à San José.  Elle est la fille d'Estanislao Garron Lermitte et de Claudia Orozco Casorla.  D'ascendance française, elle garde tout au long de sa vie une grande admiration pour son grand-père paternel François Garron, originaire de Villefranche-sur-Saône.
Elle épouse le docteur Edward Doryan, médecin diplômé à Genève. De ce mariage naît Eduardo Doryan Garrón, qui sera haut fonctionnaire en maintes occasions du gouvernement du Costa Rica.

## Trajectoire professionnelle
Elle suit des études à l'École normale d'Heredia. Après obtenir une licence en lettres, Victoria Garron est institutrice au lycée Anastasio Alfaro, ainsi que directrice du Collège supérieur des jeunes filles.  
Elle voyage en France en 1949 comme boursière de l'UNESCO pour étudier la pédiatrie sociale à Paris. Elle travaille ensuite comme secrétaire permanente de la Commission costaricienne de coopération avec l'UNESCO. Elle est présidente du Collège de diplômés en lettres et philosophie du Costa Rica, présidente de l'Association costaricienne de femmes universitaires, membre de l'Association d'Auteurs, secrétaire de l'Association du jeune aveugle, trésorière de l'Institut de littérature enfantine et coordinatrice de relations avec la presse de l'Association de femmes universitaires.
Victoria Garron occupe la charge de deuxième vice-présidente de la République du Costa Rica pendant le premier gouvernement d'Oscar Arias Sanchez (1986-1990), agissant comme présidente en 14 occasions dans un gouvernement reconnu par son intense effort diplomatique en faveur de la paix en Amérique Centrale en raison des conflits de la décennie de 1980.
En littérature, elle préfère la poésie et les contes, ainsi que les ouvrages biographiques sur des personnages illustres du Costa Rica.  Elle a également publié une biographie de son grand-père, La canción de la vida, laquelle est un récit historique important qui décrit le processus migrateur français de la fin du XIXe siècle au centre et au nord du continent. Elle écrira également divers poèmes directement en français ultérieurement publiés dans son recueil Bouquet de violettes.

## Œuvre
- (es) Castelldefels.  San José, Imprimerie Espagnole, 1941
- (es) Pour qu'une flamme existe.  San José, Lehmann, 1971
- (es) Joaquín García Monge. San José, Ministère de Culture, Juventud et Sports, Département de Publications, 1971
- (es) Anastasio Alfaro.  San José, Ministère de Culture, Juventud et Sports, Département de Publications, 1974
- (es) L'éclair et autres événements.  San José, Ministère d'Éducation Publique, Département de Publications, 1976
- (es) José María Zeledón (Billo). San José, Ministère de Culture, Juventud et Sports, Département de Publications, 1978
- (es) Francisco Garrón Lafond,  San José, Ministerio de Cultura, Juventud y Deportes, Dirección de Publicaciones, 1981, 141 p.
- (es) María Teresa Obregón.  San José, Ministère de Culture, Juventud et Sports, 1985
- (es) Un jour viendra. San José, Centre National pour le Développement de la Femme et la Famille, Ministère de Culture, Juventud et Sports, 1989
- (fr) Bouquet de violettes. San José, Promesse, 1998[5].
- (es) Rencontre avec un journal oublié.  San José, Éditorial Mirambell, 1999.
- (es) La canción de la vida, 2003.